# Mars 1941 (guerre mondiale)
Chronologie de la Seconde Guerre mondiale
Février 1941 - Mars 1941 -  Avril 1941
- 1er mars : 
  - Himmler visite Auschwitz et ordonne un agrandissement du camp ainsi que la construction d’un second camp à Birkenau.

- 2 mars : 
  - La Douzième armée allemande quitte la Roumanie pour la Bulgarie.

- 4 mars :
  - Débarquement de troupes britanniques en Grèce pour poursuivre les combats contre les Italiens.

- 7 mars : 
  - Les premiers éléments du Corps expéditionnaire britannique arrivent dans les ports grecs.

- 9 mars : 
  - La Douzième armée allemande se positionne sur la frontière entre le royaume de Bulgarie et le royaume de Grèce.

- 11 mars : 
  - Le président Franklin Delano Roosevelt signe la loi de prêt-bail permettant autorisant le prêt et la location de matériel militaires aux « nations amies ».

- 15 mars :
  - Fondation de la compagnie aérienne Philippine Airlines

- 16 mars :
  - Très violent raid aérien allemand sur Bristol.

- 17 mars
  - Première liaison radio de la France libre avec Londres.

- 22 mars :
  - Les principaux responsables nazis de la future Solution finale sont conviés à l'exposition « Planung und Aufbau im Osten » à Berlin.

- 24 mars :
  - Raid de la Royal Air Force sur Berlin.

- 25 mars : 
  - Signature par le royaume de Yougoslavie du Pacte tripartie par le prince Paul, régent de Yougoslavie.

- 26 mars : 
  - Coup d'État en Serbie, renversant le gouvernement pro-allemand du régent, le prince Paul, et établissant le jeune roi Pierre II.

- 27 mars :
  - Hitler donne une directive pour conquérir la Yougoslavie par une guerre éclair, en collaboration avec l’Italie, la Bulgarie et la Hongrie.

- 28 mars :
  - Victoire navale britannique sur la marine italienne au Cap Matapan.

- 30 mars : 
  - Adolf Hitler déclare à ses généraux que la guerre à l'Est sera une guerre d'extermination.
  - Attaque aérienne sur Brest où sont notamment basés les croiseurs allemands Scharnhorst et Gneisenau.
  - Depuis Tokyo, l'espion Richard Sorge câble à Moscou la date de l'invasion Barbarossa ; Staline ne tiendra pas compte de l'information.  (Source)

- 31 mars :
  - L'Afrika Korps commandé par Rommel commence l'offensive allemande en Afrique du Nord.

- Mars :
  - Tests du premier radar expérimental aéroporté américain